# 楽しみ
| ウィキペディアには「楽しみ」という見出しの百科事典記事はありません（タイトルに「楽しみ」を含むページの一覧/「楽しみ」で始まるページの一覧）。 代わりにウィクショナリーのページ「楽しみ」が役に立つかもしれません。 |